# メリトアテン
メリトアテン（Meritaten，紀元前1350年頃? - 紀元前1330年頃?）は、エジプト新王国時代の第18王朝のファラオであったアメンホテプ4世と正妃ネフェルティティの長女であり、アメンホテプ4世の共同統治者スメンクカーラーの妻である。
アンケセナーメン（アンケセンパーテン）の実姉にあたる。
なお、メリタトン（Meritaton）とも表記される。

## 概要

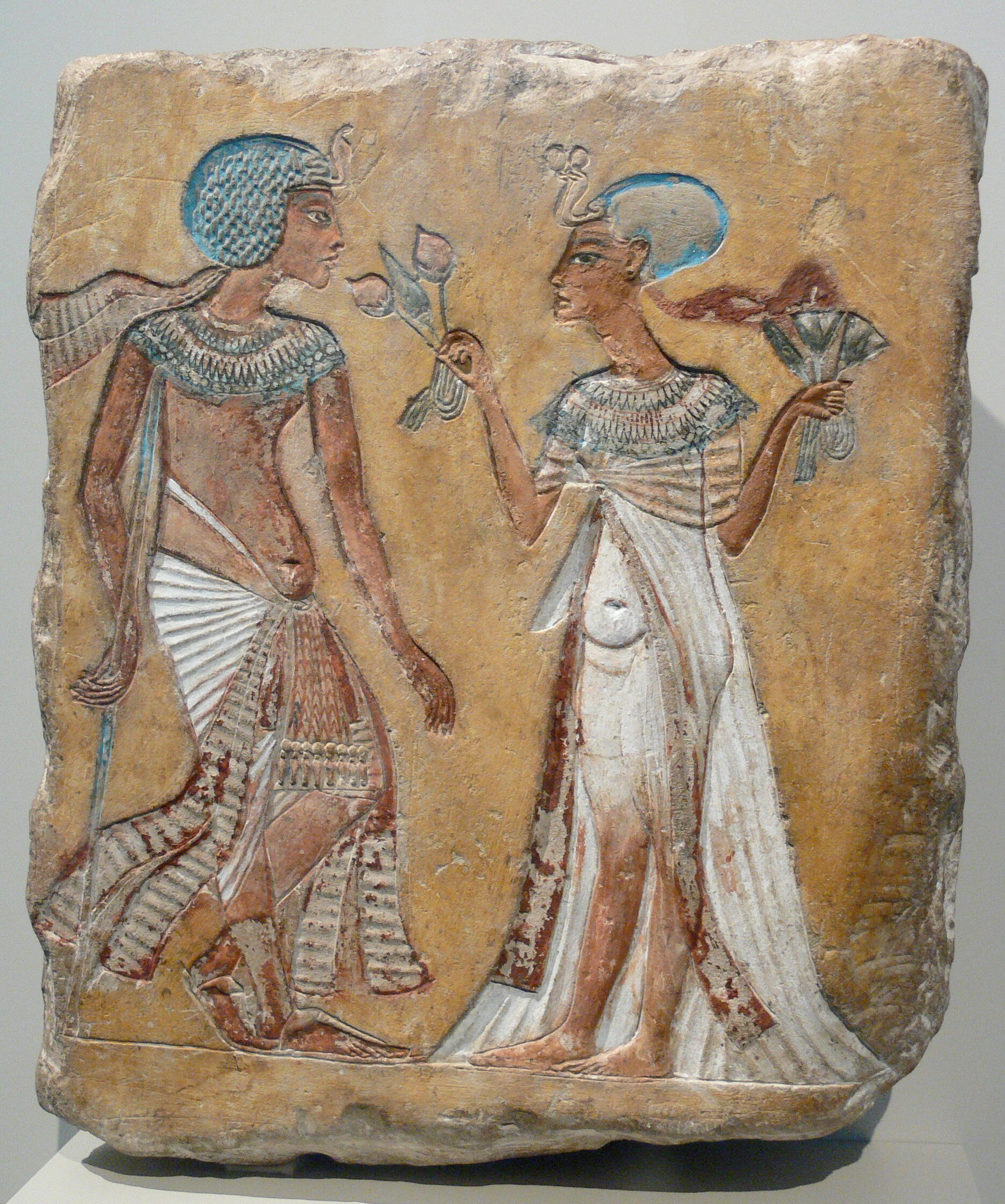
スメンクカーラーとメリトアテン

詳しいことは解明されていないが、若くして亡くなったとされ、子も確認されていない。金沢大学教授の河合望は、彼女がスメンクカーラーの死後に短期間ではあるがネフェルネフェルウアテン（Neferneferuaten）の名でファラオとなったと主張している。これが事実だとすれば、ツタンカーメンは彼女から王位を奪ったということになる。亡くなったのは紀元前1333年頃と考えられる。
ツタンカーメンの乳母が彼女である可能性が在るという研究結果が発表された。